# Pattuglia militare ai IV Giochi olimpici invernali
La gara di pattuglia militare ai IV Giochi olimpici invernali di Garmisch-Partenkirchen del 1936 venne disputata il 14 febbraio come prova dimostrativa. Il Comitato Olimpico Internazionale aveva rifiutato l'ammissione di questa gara nel programma olimpico; fu invece inclusa per espresso desiderio di Adolf Hitler.
Il successo della squadra italiana fu premiato da Benito Mussolini con 30.000 lire per ogni partecipante, perché era la prima volta che gli italiani si classificavano primi nello sci nordico alle Olimpiadi.

## Gara

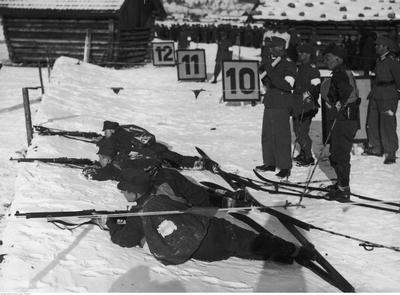
La squadra finlandese al poligono di tiro

La gara iniziò alle 8:30 con un intervallo di partenza di tre minuti allo Stadio Olimpico di Sci. La Finlandia fu la prima squadra a lasciare lo stadio, mentre gli altri team in ordine di partenza erano: Polonia, Italia, Svizzera, Francia, Germania, Cecoslovacchia, Svizzera e Austria.
Il percorso di 25 km si snodava dallo stadio di sci passando per Rappenschroffen, Wamberg e Schönau, per poi tornare allo stadio e proseguire fino a Kochelberg, dove erano stati allestiti i poligoni di tiro. Il percorso proseguiva poi attraverso Petersbad, Rießer Moos, Kreuzeckbahn e Rießersee fino al trampolino di salto con gli sci sull'Hausberg, per poi tornare allo stadio di sci. Il punto più basso era a 735 metri, il più alto a 1100 metri, vicino alla "Tonihütte". Le condizioni della neve erano ideali, sebbene ci fossero alcune zone ghiacciate. Il percorso era abbastanza ben tracciato, con pochissime cadute e un solo sciatore svedese che si è fermato. La temperatura variava tra -3 e +4 gradi Celsius. Durante l'esercitazione di tiro, ogni tiratore aveva a disposizione cinque colpi per far scoppiare tre palloncini a una distanza di 150 metri dal bersaglio.
Per tenere informati i numerosi spettatori – circa 10.000 persone erano già presenti nello stadio alla partenza – sugli ultimi risultati della gara durante la pattuglia, lungo tutto il percorso furono allestiti dei punti di controllo. Questi punti di controllo potevano annunciare ininterrottamente i risultati intermedi tramite telefoni collegati al sistema di altoparlanti . Delle nove squadre partite, tutte raggiunsero il traguardo. La pattuglia militare svizzera subì una penalità di tre minuti al tempo effettivo di percorrenza per aver mancato uno dei tre palloni durante il tiro a segno a Kachelberg. Nel complesso, tuttavia, visti i loro risultati costantemente eccellenti fino ad allora, la loro prestazione (anche senza l'errore di tiro, sarebbero arrivati solo sesti) fu una delusione. Al contrario, gli austriaci sorpresero il pubblico finendo quarti, scalzando la squadra di casa, la Germania, che aveva già tagliato il traguardo, con grande costernazione degli spettatori.
Il successo italiano ricevette un grande riconoscimento in patria, poiché si trattava della prima medaglia d'oro olimpica italiana nello sci nordico, sebbene in una classifica non ufficiale. Gli Alpini, guidati dal quarantenne Capitano Enrico Silvestri, esperto pattugliatore e due volte vincitore della difficile gara di pattugliamento in alta quota Trofeo Mezzalama nella regione del Monte Rosa, fecero un'ottima impressione. Il Primo Ministro italiano fascista Benito Mussolini assegnò a ciascun membro della squadra 30.000 lire.

## Risultati
(Francesco Vida, Storia dello sci)
| Posizione | Nazione        | Atleti                                                             | Tempo     |
| --------- | -------------- | ------------------------------------------------------------------ | --------- |
| 1         | Italia         | Enrico Silvestri Luigi Perenni Stefano Sertorelli Sisto Scilligo   | 2:28,35   |
| 2         | Finlandia      | Eino Kuvaja Olli Remes Kalle Arantola Olli Huttunen                | 2:28,49   |
| 3         | Svezia         | Gunnar Wahlberg Seth Olofsson Ragnar Wiksten John Westberg         | 2:35,24   |
| 4         | Austria        | Albert Bach Edwin Hartmann Franz Hiermann Eugen Tschurtschentaler  | 2:36,19   |
| 5         | Germania       | Herbert Leupold Johann Hieble Hermann Lochbühler Michael Kirchmann | 2:36,24   |
| 6         | Francia        | Jacques Faure Marcel Cohendoz Eugène Sibué Jean Morand             | 2:40,55   |
| 7         | Svizzera       | Arnold Käch Josef Jauch Eduard Waser Josef Lindauer                | 2:43.39   |
| 8         | Cecoslovacchia | Karel Šteiner Josef Mateasko Bohuslav Musil Bohumil Kosour         | 2:50,08.8 |
| 9         | Polonia        | Władysław Żytkowicz Jan Pydych Józef Zubek Adam Rzepka             | 2:52,27   |